# Luis Miner
Luis Miner Olasagasti (San Sebastián, 20 de agosto de 1890-San Sebastián, 5 de agosto de 1956) fue un clérigo español, canónigo de la Catedral de Santa María de Vitoria y arcediano de la Catedral del Buen Pastor de San Sebastián.

## Biografía
Nació en San Sebastián el 20 de agosto de 1890, siendo sus padres Juan Guillermo Miner Liceaga y Toribia Olasagasti Arriola.
Estudió, en los Seminarios de Comillas (Cantabria) y Vitoria, doctorándose en Teología. La primera misa la celebró en la capilla del convento de las Madres Reparadoras, en San Sebastián. Desarrolló sus primeros pasos como presbítero en el pueblo alavés de Pipaon, donde actualmente hay una calle en su nombre. A los veinticinco años ganó por oposición una canonjía en  la Catedral de Santo Domingo de la Calzada, localidad en la que permaneció doce años pasando después a Vitoria donde regentó la Cátedra de Sagrada Teología. También desempeñó el cargo de capellán y predicador de la Casa Real. Al principio de la Guerra Civil,  fue nombrado el 9 de agosto de 1936 canónigo de la Catedral de Vitoria a propuesta del señor obispo de Vitoria Mateo Múgica. 
A Luis Miner se debe la primera versión en castellano de la encíclica Divini Redemptoris del papa Pio XI en la que condenaba el comunismo, que apareció en la zona del País Vasco controlada por Franco en abril de 1937.
Además cultivaba la literatura y el periodismo y sus artículos y ensayos estaban relacionados con su condición religiosa. Al fundarse la diócesis de Guipúzcoa fue designado para ocupar la dignidad de arcediano de la Catedral del Buen Pastor en el cabildo donostiarra, cargo que ostentó hasta el momento de su muerte el 5 de agosto de 1956, siendo enterrado en el panteón familiar del cementerio de Polloe.

## Obras
1. El cura según Cervantes. Vitoria. Ed. del Montepío Diocesano, 1916.
2. Homenaje de la ciudad de Orense a los mártires del crucero Baleares. Orense (s. l.), 1938.
3. Luces de Viernes Santo, S. Católica, 1945

- Datos: Q16594546